# Distrikt Tapiche
Der Distrikt Tapiche liegt in der Provinz Requena in der Region Loreto in Nordost-Peru. Der Distrikt wurde am 2. Juli 1943 gegründet. Er erstreckt sich über eine Fläche von 2091 km². Beim Zensus 2017 wurden 955 Einwohner gezählt. Im Jahr 1993 lag die Einwohnerzahl bei 804, im Jahr 2007 bei 1042. Die Distriktverwaltung befindet sich in der 119 m hoch gelegenen Ortschaft Iberia mit 519 Einwohnern (Stand 2017). Iberia befindet sich 77 km südsüdwestlich der Provinzhauptstadt Requena.

## Geographische Lage
Der Distrikt Tapiche liegt im zentralen Osten der Provinz Requena. Er erstreckt sich entlang dem Mittellauf Río Tapiche oberhalb der Einmündung des Río Blanco sowie dem Einzugsgebiet der Quebrada Yanayacu, rechter Nebenfluss des Río Tapiche. Im Distrikt befindet sich das Tapiche Reserve, ein 15,4 km² großes privates Schutzgebiet, das von Touristen besucht werden kann.
Der Distrikt Tapiche grenzt im Südwesten an den Distrikt Alto Tapiche, im Nordwesten an den Distrikt Emilio San Martín, im Norden an den Distrikt Requena sowie im Osten an den Distrikt Soplin.